# Resistencia Popular Siria
La Resistencia Popular Siria (en árabe: المقاومة الشعبية السورية‎, romanizado: al-Muqāwamah ash-Shaʻbīyah as-Sūrīyah) es un grupo insurgente neobaazista que tiene como objetivo atacar al gobierno de transición sirio, está formado por simpatizantes y exmiembros del régimen baazista del depuesto presidente Bashar al-Ásad.

## Historia
La Resistencia Popular Siria se estableció en diciembre de 2024 después de la caída de Assad, emitieron una declaración el 30 de diciembre de 2024, declarando que juraban matar a los líderes de Hay'at Tahrir al-Sham, soldados del «estado sionista», Estados Unidos y la OTAN. Se les considera la oposición directa a Hay'at Tahrir al-Sham.  La formación del grupo es vista ampliamente como parte de los intentos iraníes de establecer sus nuevas redes de intermediarios en Siria después de la caída del régimen de Assad.
La Resistencia Popular Siria, con la ayuda de Hezbolá, solicita fondos masivamente a través de varias criptomonedas, incluidas Bitcoin y Ethereum . 
El grupo presentó sus amenazas de atacar a HTS y a sus líderes afiliados como parte de su respuesta contra los supuestos asesinatos extrajudiciales de cristianos, chiítas y alauitas después de la caída del régimen de Assad.  El grupo también denunció al gobierno de transición sirio como herético, calificando a la coalición liderada por HTS de " jarijitas " (extremistas).  ISW predijo que el creciente conflicto entre grupos minoritarios armados de este tipo y HTS aumentaría las tensiones sectarias en Siria porque HTS tendría dificultades para contener a algunos de los grupos yihadistas y sectarios más salafistas dentro de su coalición. Es posible que Irán haya intentado explotar esta violencia sectaria con el objetivo de desestabilizar al gobierno de transición sirio .   Dos días después de la formación del grupo, el Cuerpo de la Guardia Revolucionaria Islámica de Irán (CGRI) publicó una declaración en la que abogaba por una acción contrarrevolucionaria en Siria.   La Resistencia Popular Siria se convirtió en un objetivo tanto de Turquía como de las milicias apoyadas por Turquía, así como de las FDS .  La Resistencia Popular Siria utiliza células durmientes en toda Siria para cometer sus ataques. 
El 4 de febrero de 2025, la Resistencia Popular Siria emitió una declaración llamada "Declaración Final" que insta a que todas las sectas del Islam en Siria realicen operaciones para luchar contra el nuevo gobierno sirio si "se oponen al sionismo, a Estados Unidos y al wahabismo ". 

### Ataques
El 6 de enero de 2025, la Resistencia Popular Siria tendió una emboscada a las unidades del HTS en Latakia . 
El 10 de enero de 2025, la Resistencia Popular Siria atacó al personal de Hay'at Tahrir al-Sham en la región de Talfita, en la zona rural de la Gobernación de Rif Damasco, donde un gran número de personas murieron y resultaron heridas en la operación dirigida contra HTS. 
El 13 de enero de 2025, la Resistencia Popular Siria afirmó haber atacado y asesinado a 35 combatientes de Hay'at Tahrir al-Sham en el oeste de Homs, cerca de la frontera entre Líbano y Siria, en coordinación con combatientes de Hermel, Líbano, que pueden tener afiliación con Hezbolá, mientras que los miembros del gobierno interino no hicieron ningún comentario sobre la situación. 
El 14 de enero de 2025, la Resistencia Popular Siria atacó al personal de Hay'at Tahrir al-Sham en la comisaría de policía de Hamidiya, en la Gobernación de Tartus, con bombas caseras en cooperación con facciones militantes libanesas de la Gobernación de Beqaa y Hermel, en la Gobernación de Baalbek-Hermel . 
El 16 de enero de 2025, la Resistencia Popular Siria anunció que habría más ataques contra Hay'at Tahrir al-Sham y otros afiliados. 
El 22 de enero de 2025, la Resistencia Popular Siria atacó un puesto de control controlado por Hay'at Tahrir al-Sham, lo que provocó la muerte de 22 militantes asociados con Hay'at Tahrir al-Sham e hirió a varios, entre ellos Ibrahim Abdulrahman Hajj, también conocido por el nombre de guerra Ebu Mutaybin, que es una de las figuras principales de Hay'at Tahrir al-Sham. 
El 23 de enero de 2025, la Resistencia Popular Siria se atribuyó la responsabilidad a través de su canal de Telegram del asesinato del jefe de la comisaría de policía de Al-Sheykh Maskin en Daraa, Muhammad Khalid Al-Safadi (que también tenía vínculos con Hay'at Tahrir al-Sham), que recibió varios disparos en respuesta a lo que ellos llaman las "brutales masacres cometidas por estos grupos terroristas contra civiles inocentes en varias regiones sirias". 
El 25 de enero de 2025, miembros de la Resistencia Popular Siria asesinaron a un dirigente local de Hay'at Tahrir al-Sham, Ahmed al-Wazir Abu Akar, e hirieron a otros hombres que estaban con él en el momento de su muerte en las proximidades de la zona de Dabousieh en el distrito de Talkalakh de la gobernación de Homs, y el mismo día, militantes de la Resistencia Popular Siria ejecutaron una emboscada contra un vehículo militar perteneciente a Hay'at Tahrir al-Sham que resultó en varias muertes y heridas a militantes de Hay'at Tahrir al-Sham, incluido un militante de mayor rango llamado Muhammad Abdul Qadir Khalil, también conocido por el nombre de guerra Abu Abdo Talbiseh. 
El 31 de enero de 2025, la Resistencia Popular Siria disparó contra personal militar israelí en la ciudad de Tiranga, en la zona rural de Quneitra, en el sur de Siria; atacaron a las fuerzas israelíes con ametralladoras pesadas, lo que, según afirmaron, provocó heridas a varios soldados israelíes.  Se atribuyeron oficialmente la responsabilidad el 1 de febrero de 2025 en una declaración publicada en su canal de Telegram, afirmando que continuarían más ataques.  Las FDI reconocieron el incidente, pero dijeron que no habían sufrido heridos.  Esta sería la primera vez que las fuerzas israelíes fueran atacadas desde su incursión. 
El 1 de febrero de 2025, la Resistencia Popular Siria se atribuyó la responsabilidad de una emboscada en la carretera Latakia-Alepo, cerca de Al-Mukhtariyah, en la zona rural de Latakia, en la que murió un miembro del Comando de Operaciones Militares, otros dos resultaron heridos y un cuarto desapareció. 
El 6 de febrero de 2025, antiguos miembros de las 25.ª Fuerzas Especiales del Ejército Árabe Sirio, liderados por Muqdad Fatiha, establecieron la Brigada Escudo Costero bajo la Resistencia Popular Siria. 
El 12 de febrero de 2025, la resistencia popular siria atacó un puesto de control perteneciente a HTS ubicado en una antigua gasolinera en Tartous.
El 14 de febrero de 2025, la Resistencia Popular Siria disparó y mató a dos miembros de Hay'at Tahrir al-Sham en la aldea de Al-Qabbou, al oeste de la ciudad siria de Homs, aunque el Ministerio de Defensa y Seguridad sirio niega esta afirmación.  
El 19 de febrero de 2025, la Resistencia Popular Siria mató a un miembro del HTS e hirió a otros dos, cerca de un puesto de control en la carretera entre Maarat al-Numan y Khan Sheikhoun. 